# Michał Dymitr Krajewski
Michał Dymitr Tadeusz Krajewski, pseudonim „Mierzejewski Lew” (ur. 8 września 1746 w województwie ruskim, zm. 5 lipca 1817 w Końskich) – polski pisarz, historyk i działacz oświatowy, członek Towarzystwa Przyjaciół Nauk.

## Życie
Urodził się w województwie ruskim. 22 lipca roku 1763 wstąpił do zakonu pijarów w Podolińcu, gdzie przyjął imię Dymitra od św. Michała (imię chrzestne: Tadeusz; jako pisarz używał imienia Michał). Po ukończeniu nowicjatu studiował retorykę (1766) i filozofię (1767-1768) w Międzyrzeczu Koreckim. Od roku 1769 uczył w kolegium pijarskim w Warszawie. Przez 2 lata (1771-1772) z przyczyn zdrowotnych przebywał poza swym zakonem. W latach 1773–1775 pełnił funkcję nauczyciela domowego u Tarnowskich. Od roku 1776 przebywał w nowosądeckim domu zakonnym. Od roku 1777 przyjął posadę nauczyciela u Wodzickich. Po powrocie do Warszawy (1782), w roku 1783, objął stanowisko prefekta Collegium Nobilium pijarów w Warszawie. Rok później (1784) był już rektorem tegoż Collegium. W międzyczasie nauczał (prawdopodobnie) w domach Małachowskich i Bielińskich.
Należał do najbardziej zasłużonych działaczy dla ówczesnej oświaty w Polsce. W roku 1788 objął plebanię w Białaczowie, zaś w 1793 sekularyzował się i osiadł jako proboszcz na parafii w Końskich, a nieco później otrzymał kolejno kanonię kielecką i lwowską. Po roku 1809 przeniósł się do Warszawy, gdzie przystąpił do prac warszawskiego Towarzystwa Przyjaciół Nauk (członkostwo od 5 kwietnia 1812), poświęcając się już wcześniej badaniom historycznym.

## Twórczość
Twórczość Krajewskiego skupiała się wokół zagadnień społecznych i postulatów reformatorskich. Jedną z jego pierwszych książek była Podolanka wychowana w stanie natury, życie i przypadki swoje opisująca (1784), będąca przeróbką francuskiej powieści H.J. Du Laurensa Imirce, ou la fille de la nature (1765). Podolanka zainicjowała poważny spór literacki i doczekała się w ciągu jednego roku aż 7 wydań.
W roku 1785 ukazała się kolejna książka Krajewskiego – Wojciech Zdarzyński życie i przypadki swoje opisujący, powieść fantastyczna o losach młodego Polaka, który trafia do utopijnej krainy na Księżycu. Książka ta jest uznawana za pierwszą polską książkę fantastyczną. W roku 1786 ukazała się Pani Podczaszyna. Tom drugi Przypadków Wojciecha Zdarzyńskiego. Powieść ta jest uznawana za odpowiednik żeński powieści Ignacego Krasickiego Pan Podstoli. Bohaterka jest pierwowzorem polskiej heroiny sentymentalnej.
U schyłku życia Krajewski napisał pracę historyczną Dzieje panowania Jana Kazimierza od r. 1656 do jego abdykacji w r. 1668, której drugi tom wydany został dopiero pośmiertnie jesienią roku 1846, pierwszy zaś prawdopodobnie zaginął. Wcześniej zaś napisał także książkę o Stefanie Czarnieckim pt. Historia Stefana na Czarncy Czarnieckiego, wojewody kijowskiego, hetmana polnego koronnego (1787).

### Ważniejsze dzieła
1. Gry nauk dla dzieci, służące dla ułatwienia ich edukacji, przez które łatwo nauczyć się mogą: poznawania liter, sylabizowania, czytania w polskim i francuskim języku, formowania charakteru, pisania, języków ze zwyczaju, historii, geografii i początków arytmetyki[1], Kraków 1777, (dedykowane S. i K. Wodzickim; wyd. anonimowe, autora wymienia tylko katalog pijarów)
2. Pochwała Stanisława Hieronima Konarskiego[2], Warszawa 1783 (wyd. anonimowe); wyd. 2 brak miejsca wydania 1809 (już pod nazwiskiem autora)
3. Podolanka wychowana w stanie natury, życie i przypadki swoje opisująca, Warszawa 1784 (wyd. anonimowe; 4 wydania); wyd. następne: Lwów 1784 (3 wydania; tu dołączone trzy głosy polemizujące z tezami powieści); fragmenty przedr. Z. Florczak, L. Pszczołowska w: Ludzie Oświecenia o języku i stylu t. 2, Warszawa 1958; według powieści H.J. Du Laurensa: Imirce, ou la fille de la nature (Paryż 1765)
4. List Podolanki wychowanej w stanie natury do swej przyjaciółki[3], brak miejsca wydania (1784), odpowiedź Krajewskiego na głosy polemiczne wywołane publikacją powieści Podolanka...
5. Wojciech Zdarzyński życie i przypadki swoje opisujący, Warszawa 1785 (2 wydania); fragmenty przedr. Z. Florczak, L. Pszczołowska w: Ludzie Oświecenia o języku i stylu t. 2, Warszawa 1958; przekł. niemiecki (1794)
6. Pani Podczaszyna[4]. Tom 2 Przypadków Wojciecha Zdarzyńskiego, Warszawa 1786
7. Historia Stefana na Czarncy Czarnieckiego, wojewody kijowskiego, hetmana polnego koronnego, Warszawa 1787; wyd. następne: wyd. T. Mostowski w: Życia sławnych Polaków, t. 2, Warszawa 1805, Wybór Pisarzów Polskich nr 10; wyd. F.S. Dmochowski, Radom 1831; Lipsk 1837; Warszawa 1845; Kraków 1859[5] Biblioteka Polska nr 45-46, (wyd. 1 dedykowane Stanisławowi Augustowi)
8. Leszek Biały książę Polski, syn Kazimierza Sprawiedliwego. W 12 księgach t. 1, Warszawa 1789; wyd. następne: t. 1-2[6], Warszawa 1791-1792; Kraków 1806; Sanok 1856[7], (wyd. 1 nienotowane przez J. Rudnicką; prospekt dzieła pt. Leszek Biały – wyd. K.W. Wójcicki: Archiwum Domowe, Warszawa 1856
9. Stary w zalotach. Komedia w 3 aktach oryginalna, wierszem napisana, wyst. Warszawa 23 lutego 1806
10. Dzieje panowania Jana Kazimierza od r. 1656 do jego abdykacji w r. 1668[8][9], z rękopisu wyd. M. Baliński, t. 1-2, Warszawa 1846.

### Listy
- Do S. Wodzickiego 2 listy z roku 1814; rękopis: Ossolineum, sygn. 11654/II.